# Кардифф (замок)
Кардифф (англ. Cardiff Castle, валл. Castell Caerdydd) — средневековый замок, находится в графстве Гламорган в Уэльсе. Также является самым старым зданием Уэльса, построенного на месте развалин бывшей древнеримской крепости. Сначала замок был городским фортом, потом судебным учреждением, а со временем перешел в собственность местной знати, которая передавала его по наследству много веков.
Последним владельцем замка стал маркиз Бьют — угольный магнат, который превратил крепость в красивый викторианский особняк в готическом стиле с великим множеством залов и комнат. Внутри замка — музей с богатой историко-археологической коллекцией экспонатов, а окружает здание большой красивый сад.

## История замка

### Основание
История Кардиффского замка насчитывает более 2000 лет. Результаты раскопок позволяют предположить, что римские легионеры прибыли в эти края во время правления императора Нерона (в 54 — 68 гг.). Покорив воинственное племя силуров и отправив их предводителя Каратака в Рим, армия римлян оккупировала территории Южного Уэльса и построила в устье реки Тафф на берегу Бристольского залива первое укрепление. Около 250 года на этом месте была построена новая крепость с толстыми каменными стенами, которая на протяжении двух столетий, до тех пор пока в V веке римляне не покинули эту местность, несла важное стратегическое значение, защищая границы империи от набегов варваров с моря.
В 1093 году во время норманнского завоевания Роберт Фицхамон, лорд Глостера, убил правителя королевства Морганнуг Иестина ап Гурганта. Роберт построил на месте развалин римского форта крепость. Насыпной холм, на котором стояли деревянные постройки, в которых жил сам Роберт и размещался его гарнизон, был окружен рвом и частоколом. Так Кардифф стал резиденцией норманнского лорда.
В 1107 году Роберт умер от полученных во время сражения ран. Несколько лет спустя его дочь Мейбл вышла замуж за Роберта, побочного сына английского короля Генриха I, который таким образом получил титул графа Глостерского, а впоследствии король даровал ему ещё и графство Гламорган. После смерти Генриха I граф или, как его ещё называли, «Консул» Глостерский стал одним из главных действующих лиц на политической сцене Англии XII века, приняв сторону своей сводной сестры Матильды в её борьбе за трон с Стефаном Блуаским. Хронисты описывают его как храброго воина, мудрого правителя и покровителя искусств. Считается, что именно он построил первый каменный замок в Кардиффе.

### Ранняя история 1147—1485 годы
Роберт «Консул» умер в 1147 году. Его сын Уильям не унаследовал ни мудрости, ни военных талантов отца. В 1183 году он умер, не оставив наследника мужского пола, и Кардифф перешёл к принцу Иоанну (будущему королю Иоанну Безземельному), который был женат на дочери Уильяма Изабелле. Изабелла оказалась бесплодной, поэтому вскоре после коронации Иоанн аннулировал их брак. Он вернул право владения графством Изабелле только после того как она второй раз вышла замуж.
В 1216 году замок унаследовал племянник Изабеллы Гилберт де Клер. Он вошёл в историю как один из тех баронов, под давлением которых Иоанн Безземельный подписал Великую хартию вольностей. Гилберт умер в 1230 году, оставив Кардифф 8-летнему сыну Ричарду. Вступив в совершеннолетний возраст, Ричард предпринял поход против валлийских лордов, чтобы положить конец беспорядкам на своих землях.
В 1256—1274 годах власть в Уэльсе целиком принадлежала Лливелину ап Грифиду (Лливелину Последнему). Ему присягнули на верность многие знатные валлийцы. Чтобы защитить от набегов Лливелина северные границы графства, наследник Ричарда Гилберт «Рыжий» построил в 1266—1267 годах замок Кайрфилли, одну из самых ранних концентрических замковых построек в Уэльсе.
Так как Кардифф также оказался под угрозой нападения, Гилберт Рыжий немедленно приступил к постройке дополнительных укреплений в замке. Он возвел неприступную стену, защищенную зубцами и бойницами, ворота с южной стороны и Чёрную Башню. К восточной части стены с внешней стороны были пристроены казармы для рыцарей, их оруженосцев и солдат.
Гилберт Рыжий умер в 1295 году, оставив Кардифф сыну, которого тоже звали Гилберт. О нём известно лишь то, что он с успехом торговал с соседними валлийскими лордами и в возрасте 23-х лет был убит в сражении при Бэннокберне. Графство перешло к его сестре Элинор и её мужу Хью Диспенсеру.
Диспенсеры владели Кардиффом на протяжении почти ста лет. Воинственность была фамильной чертой этого рода. Хью Диспенсер преследовал живших на его землях валлийцев, а в 1321 году заключил в тюрьму Кардиффского замка Ллевелина Брена, товарища погибшего Гилберта де Клера. Некоторое время спустя Ллевелин Брен был казнён, а его тело протащили по улицам города.
В 1325 году Изабелла, жена Эдуарда II, направила армию против мужа и его сторонников. Король и Хью Диспенсер бежали в Гламорган, но были схвачены в нескольких километрах от замка. Короля заставили отречься от престола, и в 1327 году он был жестоко убит. Хью смерть настигла ещё раньше — в 1326 году он был повешен в Херефорде по обвинению в убийстве Ллевелина Брена. Через два года вдова Хью вторично вышла замуж, а после её смерти в 1337 году графство перешло в собственность её сына Хью Диспенсера II.
В 1400 году в Уэльсе вспыхнуло восстание под предводительством Оуайна Глиндура. Стремясь отомстить за смерть Ллевелина Брена, Оуэн и его повстанцы сожгли город вокруг Кардиффа. Пожар нанес серьёзные повреждения замку. Но несмотря на это, Кардифф оставался в собственности Диспенсеров до 1414 года, пока не умер потомок Хью Ричард Диспенсер. Ещё в 1411 году его сестра Изабелла (ей было тогда всего 11 лет) вышла замуж за Ричарда Бошана, лорда Бергавенни, и таким образом Кардифф и все остальные земли стали собственностью нового влиятельного рода Бошанов.
Ричард Бошан пробыл хозяином замка всего 8 лет — он умер в 1422 году, спустя год после того как получил титул графа Вустера. Ещё годом позже его вдова Изабелла (все ещё молодая женщина, ей тогда было 23 года) вышла замуж за его родственника, которого тоже звали Ричард Бошан. Ричард Бошан, граф Уорик, был ближайшим соратником короля Генриха V. В 1422 году, чувствуя приближение смерти, Генрих назначил графа Уорика наставником своего юного сына, будущего короля Генриха VI.
Ричард Бошан опекал Генриха VI до самого его совершеннолетия, в 1430 году он взял короля с собой во Францию, где в Руане был в числе тех, кто вершил суд над Жанной Д’Арк. Ричарда Бошана называют тюремщиком орлеанской девы, так как она была в заключении в замке Буврей, капитаном которого и был Ричард Бошан. Он умер в Нормандии в 1437 году, в один год со своей женой Изабеллой. Они оставили дочь Энн и сына Генри. Генри Бошан был фаворитом короля Генриха VI, который в 1444 году облагодетельствовал его тем, что сделал Бошана герцогом Уорика. В 1445 году герцог умер, и пять лет спустя Кардиффский замок и остальные владения унаследовала его младшая сестра Энн.
В возрасте семи лет Энн обручили с Ричардом Невиллом, старшим сыном графа Солсбери, за которого потом она вышла замуж. В 1450 году, став совершеннолетним, новый хозяин Кардиффа получил титул графа Уорика. Спустя несколько лет честолюбивый Невилл увлёкся политикой и достиг в том немалых успехов, прославившись под прозвищем «Делатель королей». Он был активным участником войн Алой и Белой розы и ряда династических переворотов, и в 1471 году был убит в битве при Барнете.
У Ричарда Невилла остались две дочери. Старшая, Изабелла, в 1469 году вышла замуж за Джорджа, герцога Кларенса, младшего брата короля Эдуарда IV, который после гибели тестя и унаследовал Кардифф. В 1476 году Изабелла умерла, и в том же году Эдуард IV заточил брата в Тауэре по подозрению в заговоре с целью переворота. Герцога Кларенса приговорили к смерти, и в 1478 году его тайно убили, утопив в бочке с мальвазией.
Кардифф унаследовал Ричард, герцог Глостерский (брат Эдуарда IV и будущий король Ричард III), который был женат на Энн, младшей дочери Ричарда Невилла. В 1483 году Ричард III взошёл на трон, но королём был недолго — в 1485 году он проиграл сражение при Босворте Генриху Тюдору и был убит. Придя к власти, Генрих решил оставить обширные владения Невилла в собственности короны и передал Кардифф своему дяде Джасперу.

### Пост-средневековье
В 1550 году Уильям Герберт, потомок одной из наиболее влиятельных средневековых семей Британии (также муж сестры последней жены короля Генрих VIII, Екатерины Парр), получил контроль над замком Кардиффа, который он в какой-то степени украсил. Во время Английской Гражданской Войны, Герберты занимали сторону своего короля, Карла I, и даже предлагали ему замок в качестве убежища летом 1645 года. Замок Кардиффа был лакомым кусочком для обоих противоборствующих сторон, Сторонников Абсолютной Монархии и Сторонников Конституционной Монархии, но в итоге, замок заняли войска Оливера Кромвеля. Семья Гербертов была в состоянии произвести починку некоторых частей замка и поддерживать его в хорошем состоянии на протяжении следующего века. Однако, после Гражданской Войны, Герберты стали проводить всё больше и больше времени вдали от родного поместья, и в 1776 году последний наследник этой фамилии, Шарлотта Джейн, передала бразды правления своему мужу Джону Стюарту, который впоследствии стал графом Бьютом.

### 19 век — наше время
Род Бьютов оказал огромное влияние на развитие Кардиффа. Во многом благодаря им, мы видим город сегодня таким, какой он есть. Нормандская Крепость осталась почти нетронутой, хотя через некоторое время ров вокруг замка был засыпан землёй. Судьба замка вскоре оказалась в руках 3-го маркиза Бьюта, который принял титул в 1848 году и начал восстановление замка в 1865 году.
В 1947 году замок Кардифф был отдан под опеку жителям города. Городской совет Кардиффа поддерживает здание в хорошем состоянии. Проводятся экскурсии.